# Tommi Kautonen

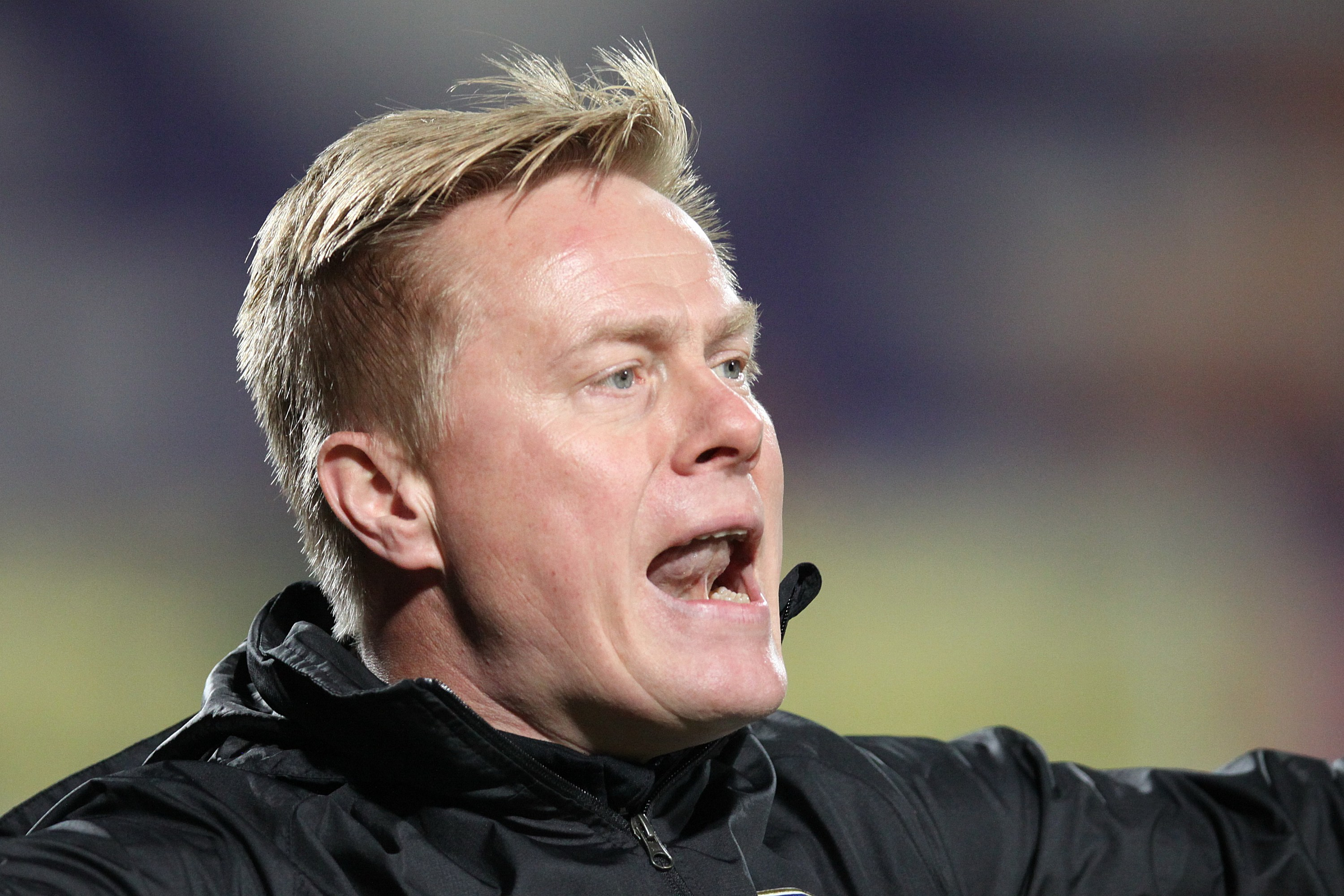
Tommi Kautonen (2015)

"Auge" Kautonen (Lahti, 24 de dezembro de 1971)  é um futebolista finlandês que já atuou no Rangers e no FC Haka.